# سیارک ۲۶۲۴۷
سیارک ۲۶۲۴۷ (به انگلیسی: 26247 Doleonardi، نامگذاری:1998QW47)۲۶۲۴۷مین سیارک کشف شده‌است که در ۱۷ اوت ۱۹۹۸ کشف شد.